# مسابقه تا کوه اسرارآمیز
مسابقه تا کوه اسرارآمیز (به انگلیسی: Race to Witch Mountain) یا پیش به سوی کوه اسرارآمیز یک فیلم ماجراجویانه و علمی تخیلی محصول ۲۰۰۹ آمریکا است. این فیلم را اندی فیکمن کارگردانی کرده‌است. این فیلم نسخه دوباره‌سازی فیلم موفق فرار به‌سوی کوهستان جادو است که در سال ۱۹۷۵ توسط شرکت والت دیزنی تولید شده بود. این فیلم ویژه گروه سنی کودکان و نوجوانان است و از زمان اکران فروش خوبی داشته‌است.

## داستان
داستان فیلم دربارهٔ یک راننده تاکسی به نام جک برونو (دواین جانسون) است که به دو نوجوان به نام‌های ست (الکساندر لودویگ) و سارا (آناسوفیا راب) کمک می‌کند تا از دست یک سازمان بزرگ غیرقانونی بگریزند. این دو نوجوان از قدرت‌هایی ماوراءطبیعی برخوردار هستند که این سازمان متوجه این موضوع شده‌است. اعضای سازمان قصد ربودن آن‌ها را دارند تا به کمک نیروی مرموزشان بر کره زمین مسلط شوند. ست و سارا به همراه جک و چند دوست دیگر برای فرار از دست این گروه زیرزمینی به سوی کوهستان جادو می‌شتابند.